# NGC 5434B
NGC 5434B (другие обозначения — UGC 8967, MCG 2-36-24, ZWG 74.70, KCPG 410B, IRAS14009+0942, PGC 50087) — спиральная галактика (Sc) в созвездии Волопас.
Этот объект не входит в число перечисленных в оригинальной редакции «Нового общего каталога» и был добавлен позднее.